# خرشبة (جبلة)

تعديل مصدري - تعديل

خرشبة محلة تابعة لقرية فحل، التابعة لعزلة جبل رعوين بمديرية جبلة إحدى مديريات محافظة إب في الجمهورية اليمنية، بلغ تعداد سكانها 81 حسب تعداد اليمن لعام 2004.